# Mill of Towie

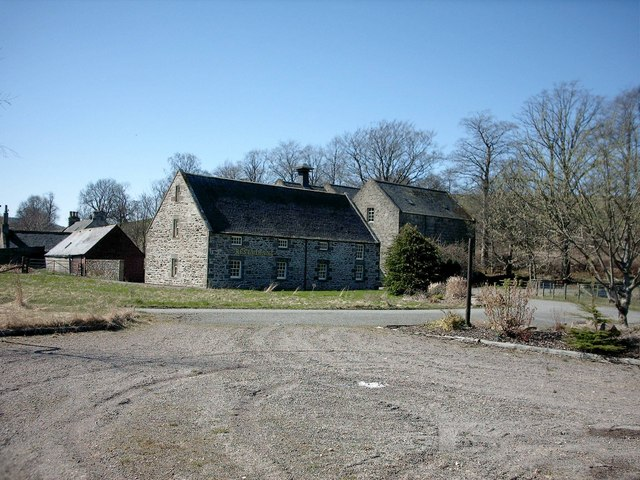
Mill of Towie

Die Mill of Towie ist eine Wassermühle nahe der schottischen Ortschaft Keith in der Council Area Moray. 1988 wurde das Bauwerk in die schottischen Denkmallisten in der höchsten Denkmalkategorie A aufgenommen. Des Weiteren ist der ehemalige Kornspeicher als Kategorie-B-Bauwerk klassifiziert. Das Müllerhaus mit den Stallungen sowie die Behausung des Fuhrknechts sind separat als Kategorie-C-Denkmäler eingestuft. Alle Gebäude zusammen bilden ein Denkmalensemble.

## Geschichte
Am Standort befand sich bereits zuvor eine Mühle. Die heutige Mill of Towie wurde sukzessive um weitere Gebäude ergänzt. Während Mühlgebäude und Müllerhaus aus dem frühen bis mittleren 19. Jahrhundert stammen, wurde der Kornspeicher erst gegen Ende des Jahrhunderts hinzugefügt. Die Behausung des Fuhrknechts stammt hingegen aus dem frühen 20. Jahrhundert. 1986 wurde der Kornspeicher zu einem Restaurant umgebaut. Die Mühle wurde sodann 1988 restauriert.

## Beschreibung
Die Mill of Towie steht etwa auf halber Strecke zwischen Keith und Drummuir am linken Ufer des Isla. Die Mühle besteht aus zwei hohen, zweigeschossigen Gebäuden, die längsseitig miteinander verbunden sind und mit Satteldächern abschließen. An der Ostseite setzt sich eine Darre mit Pagodendach fort. Das Mauerwerk der Mühle besteht aus grauen Granitquadern.
Das mittelschlächtige Wasserrad wird von einem Mühlkanal gespeist, der unterhalb der Mühle aus dem Isla abgezweigt wird. Das einen Meter breite, hölzerne Wasserrad durchmisst 4,3 Meter. es ist mit acht stählernen Speichen ausgeführt. Es wurde von Barry, Henry & Cook aus Aberdeen gefertigt.

## Außengebäude
Das einstöckige Müllerhaus weist einen T-förmigen Grundriss auf. Seine westexponierte Hauptfassade ist drei Achsen weit. Die Fassaden sind mit Harl verputzt. Die Eingangstüre ist zweiflüglig ausgeführt. Es sind zwölfteilige Sprossenfenster eingesetzt. Links des Hauses befinden sich die einstöckigen Stallungen. Sie weisen einen L-förmigen Grundriss auf.
Der ehemalige Kornspeicher ist zweigeschossig ausgeführt. Der längliche, granitene Bruchsteinbau ist vier Achsen weit. Die Fenster des Obergeschosses sind kleiner ausgeführt. Das abschließende Walmdach ist schiefergedeckt.
Die Betonfassaden der schlichten, einstöckigen Behausung des Fuhrknechts sind gekalkt. Es sind zwölfteilige Sprossenfenster eingesetzt. Das Gebäude schließt mit einem flach geneigten, schiefergedeckten Satteldach.